# Enid (film)
Enid (v anglickém originále Enid) je britský dramatický film z roku 2009. Režisérem filmu je James Hawes. Hlavní role ve filmu ztvárnili Helena Bonham Carter, Matthew Macfadyen, Denis Lawson, Travis Oliver a Ramona Marquez. 

## Obsazení
| Helena Bonham Carter | Enid Blyton            |
| Matthew Macfadyen    | Hugh Pollock           |
| Denis Lawson         | Kenneth Darrell Waters |
| Travis Oliver        | Alexander Morris       |
| Ramona Marquez       | Imogen Pollock         |
| Sinead Michael       | Gillian Pollock        |
| Claire Rushbrook     | Dorothy Richards       |
| Joseph Millson       | Hanly Blyton           |